# Accident d'un Boeing B-17 à l'aéroport international Bradley
L'accident d'un Boeing B-17 à l'aéroport international Bradley s'est produit le 2 octobre 2019, lorsqu'un Boeing B-17 Flying Fortress, appartenant à la Collings Foundation (en), s'est écrasé, lors de la phase d'atterrissage, à l'aéroport international Bradley, à Windsor Locks, au Connecticut, aux États-Unis. Sept des treize personnes à bord ont été tuées, et les six autres, ainsi qu'une personne au sol, ont été blessées ; l'avion a été presque entièrement détruit par l'incendie qui à suivi le crash.

## Avion
L'appareil impliqué est un Boeing B-17G Flying Fortress vieux de 74 ans et construit par la Douglas Aircraft Company, avec comme numéro de série militaire 44-83575 et, comme immatriculation civile, N93012. 

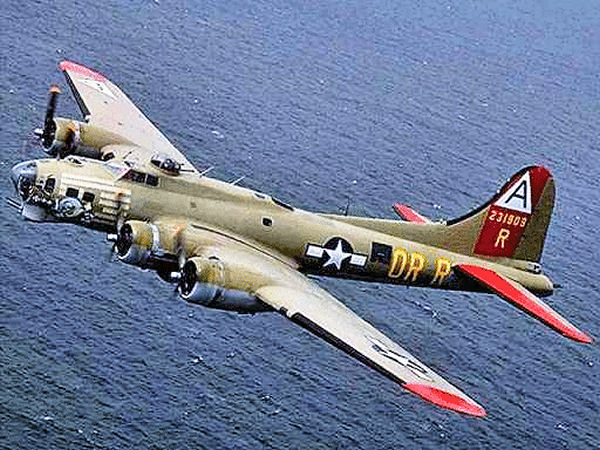
L'appareil impliqué dans l'accident, ici peint au couleur du Nine-O-Nine.

Cet avion a été peint de manière à représenter un autre B-17G, nommé le Nine-O-Nine, qui appartenait au 91st Bomb Group (en), avec comme numéro de série militaire 42-31909, qui a été stocké peu de temps après la Seconde Guerre mondiale à Kingman, en Arizona, et finalement démantelé. 
Au cours de sa carrière militaire, l'appareil a été utilisé pour les opérations de recherche et sauvetage en mer jusqu'en 1952, date à laquelle il a été réaffecté auprès de l'Air Force Nuclear Weapons Center (en) pour être utilisé lors de test d'arme nucléaire. Il a ainsi été soumis à trois explosions nucléaires dans le cadre de l'opération Tumbler-Snapper. L'avion a ensuite été acheté en 1965 pour un prix de 269 $ US (équivalent à 2 498 $ en 2022); étant en relativement bon état, il a été remis en état de fonctionnement pour être utilisé comme avion bombardier d'eau pendant dix ans, entrant dans le service civil en 1977.
À la suite de la liquidation de son opérateur en 1985, il a été acquis par la Collings Foundation (en) en janvier 1986, restauré dans sa configuration de 1945, et le N93012 vole désormais sous le nom de Nine-O-Nine en août 1986. Lors de son exploitation pour la fondation, il a été impliqué dans deux accidents antérieurs : le 23 août 1987, il a subi une sortie de piste lors de l'atterrissage à l'aéroport de Beaver County (en), près de Pittsburgh, en Pennsylvanie, et le 9 juillet 1995, il a été endommagé lors de l'atterrissage à l'aéroport Karl Stefan Memorial (en) de Norfolk, au Nebraska, à la suite d'un dysfonctionnement du train d'atterrissage.

## Accident

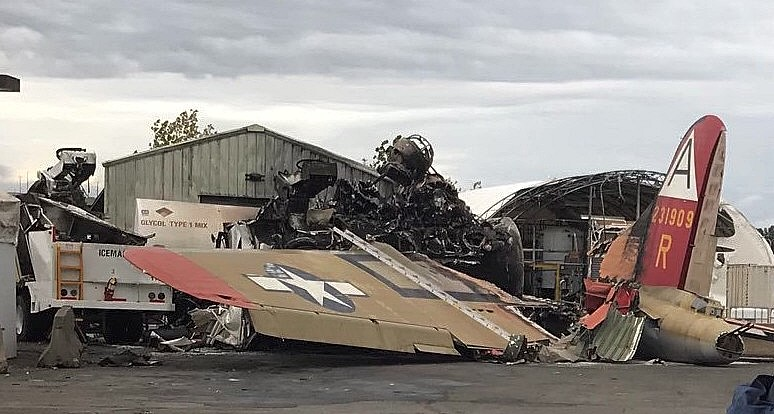
L'épave du B-17 accidenté, sur le site du crash, à l'aéroport international Bradley.

Le vol du 2 octobre, surnommé "histoire vivante", a été retardé de 40 minutes en raison de difficultés à démarrer l'un des quatre moteurs. Un des pilotes a alors coupé les trois autres moteurs et a utilisé une bombe aérosol rempli d'azote pour éliminer l'humidité présente dans le moteur défectueux. Le B-17 a décollé de l'aéroport international Bradley à 9 h 48. Il transporte alors trois membres d'équipage et dix passagers à bord.
À 9 h 50, soit deux minutes après le décollage, les pilotes ont signalé par radio un problème avec le moteur n°4, situé au bout de l'aile droite. La tour de contrôle a détourné le reste du trafic aérien pour permettre à l'équipage d'effectuer un atterrissage d'urgence.
L'avion est arrivé à basse altitude, puis a touché le sol 1 000 pieds (300 m) avant le début de la piste ; il a détruit le réseau d'antennes ILS, puis a viré à droite de la piste à travers une zone herbeuse et une voie de circulation, avant de s'écraser dans une installation de dégivrage à 9 h 54 ; l'avion a alors pris feu immédiatement après l'impact.
Sept occupants ont été tués et les six autres ont été grièvement blessés, et ont du être transportés à l'hôpital. Parmi les morts se trouve le pilote et le copilote, âgés respectivement de 75 et 71 ans. Un employé de l'aéroport, qui travaillait dans le bâtiment dans lequel l'avion s'était écrasé, a couru vers l'épave pour aider à extraire les passagers blessés de l'avion en feu. Il a subi de graves brûlures aux mains et aux bras et a du être également transporté à l'hôpital.

## Enquête

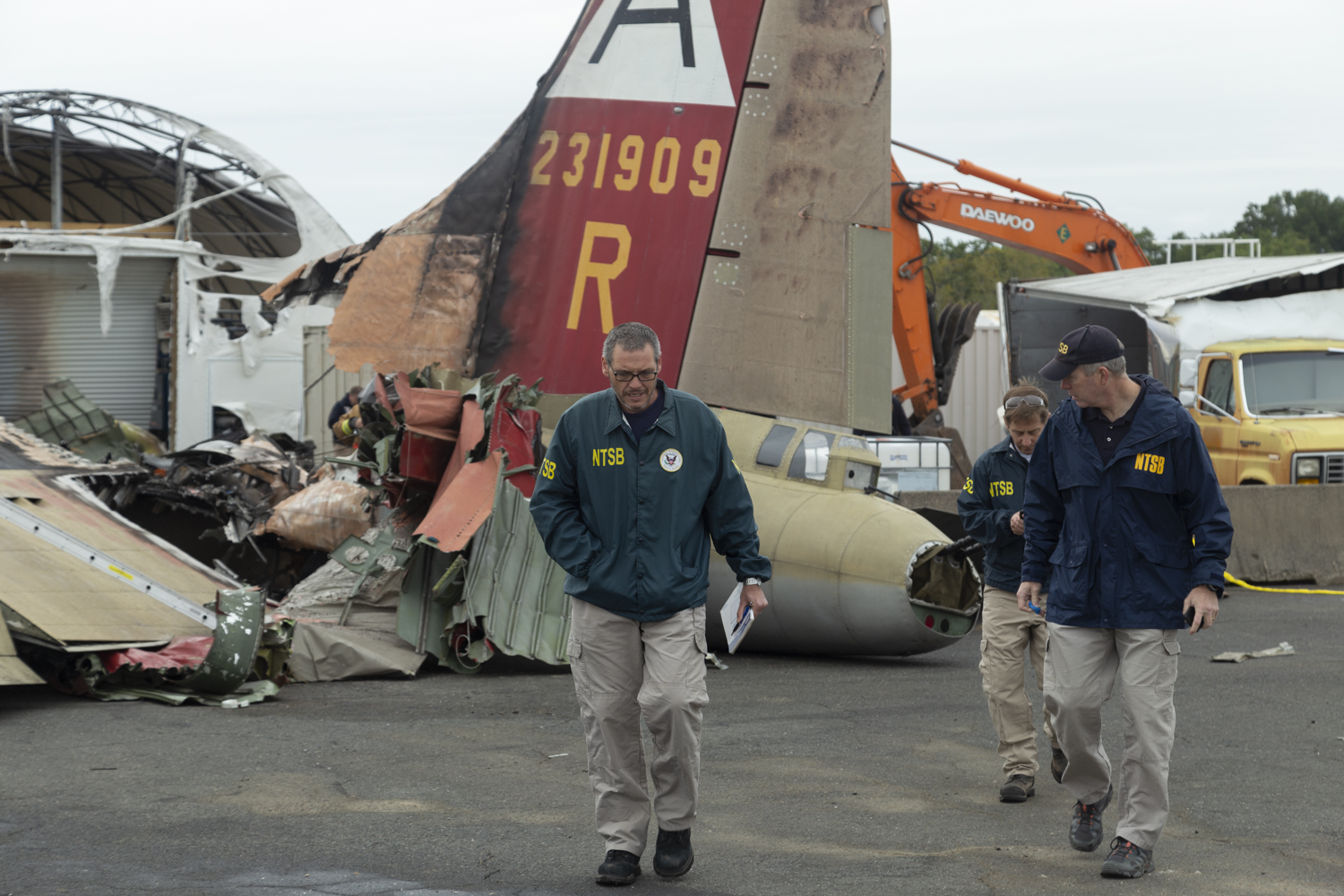
Des enquêteurs du NTSB sur le site de l'accident, le 3 octobre.

Le rapport final du Conseil national de la sécurité des transports (NTSB), publié le 13 avril 2021, a cité comme cause probable de l'accident l'erreur de pilotage, en indiquant que le B-17 aurait probablement pu survoler les feux d'approche et atterrir sur la piste si les pilotes avaient gardé le train d'atterrissage rentré et accéléré à 193 km/h jusqu'à ce qu'il soit évident que l'avion atteindrait la piste en toute sécurité.
L'entretien inadéquat du responsable de maintenance de la Collings Foundation, pendant que l'avion était au sol, qui a entraîné la perte partielle de puissance des moteurs n°3 et n°4 après le décollage, a également contribué à cet accident. 